# Hélio Jaguaribe
Hélio Jaguaribe Gomes de Mattos (Rio de Janeiro, 23 de abril de 1923 – Rio de Janeiro, 9 de setembro de 2018) foi um advogado, sociólogo, cientista político e escritor brasileiro.

## Vida
Hélio é filho do cartógrafo e geógrafo general Francisco Jaguaribe Gomes de Mattos e de Francelina Santos Jaguaribe de Matos, oriunda de uma família portuguesa, conhecida pela produção e comercialização de vinho do Porto, sua família possuía a Companhia Ferro e Aço de Vitória. Hélio foi o responsável pela direção da empresa até 1964. Ao longo de sua gestão, através de um projeto, desenvolveu consideravelmente o empreendimento, inaugurando uma nova usina de ferro e aço.

### Formação
Em 1946, graduou-se em Direito pela Pontifícia Universidade Católica do Rio de Janeiro (PUC-Rio).
Em 1983 recebeu o grau de doutor honoris causa da Universidade de Mainz, Alemanha. Nove anos depois, em 1992, foi a Universidade Federal da Paraíba que lhe deu o mesmo título. Recebeu também o grau pela Universidade de Buenos Aires, na Argentina.

### Ibesp e Iseb
Tendo em mente os inúmeros problemas vividos pela sociedade brasileira, Jaguaribe começou a se reunir com um grupo de intelectuais que dividiam os mesmos interesses. Essas pessoas, paulistas e cariocas em sua maioria, se reuniam no Parque Nacional de Itatiaia em 1952.
Em 1953 os representantes cariocas resolvem, então, fundar o Instituto Brasileiro de Economia, Sociologia e Política (Ibesp). Jaguaribe se tornaria secretário-geral e diretor, auxiliando consideravelmente em uma publicação do instituto: a revista Cadernos de Nosso Tempo, que tinha como foco ensaios nas áreas de sociologia e economia. A revista foi publicada entre 1953 e 1956.
Em 1955, foi criado pelos membros do Ibesp e decretado pelo presidente Café Filho o Instituto Superior de Estudos Brasileiros (Iseb). Este tinha como intuito influenciar nas decisões no que se referia à orientação do desenvolvimento.
Nos meses finais de 1958 o Iseb é atingido por uma grande crise interna. O estopim foi a publicação do livro O nacionalismo na atualidade brasileira, de autoria de Hélio e no qual havia uma forte crítica ao nacionalismo exagerado que espantava investimentos de outros países no Brasil, atrasando o desenvolvimento do país.
O Conselho Curador e Consultivo foi convocado por Clóvis Salgado, ministro da cultura, para ser discutida a real necessidade do Iseb. Como as alegações de Clóvis foram desconsideradas pelo Conselho, Roland Corbisier, solicitou ao presidente da república, Juscelino Kubitschek, e ao ministro da educação que fosse reformulada a estrutura interna do instituto. Juscelino aprovou as mudanças.
Com a reformulação, o diretor do instituto ficou submetido à autoridade do Conselho Curador. Discordando destas mudanças, Jaguaribe se exonera de suas funções. Passaria então a colaborar com outras instituições, nacionais e internacionais, sem, no entanto, estabelecer um vínculo permanente.

### Golpe de 1964
Em 1964 Jaguaribe criticou publicamente o golpe militar que derrubou o governo do então presidente João Goulart. Por isso, foi morar nos Estados Unidos. Lá, lecionou em três instituições:
- Universidade de Harvard (de 1964 a 1966);
- Universidade de Stanford (de 1966 a 1967);
- Massachusetts Institute of Technology (MIT) (de 1968 a 1969).

Jaguaribe retornaria ao Brasil em meados de 1969. Novamente no país, se tornou diretor de assuntos internacionais do Conjunto Universitário Cândido Mendes. Em 1979 foi nomeado decano do recém criado Instituto de Estudos Políticos e Sociais, permanecendo na função até 2003. Neste ano, solicitou sua substituição pelo professor Francisco Weffort. No entanto, mesmo com a substituição, Jaguaribe foi nomeado decano emérito.

### Atuação política
Em 1985, durante o governo José Sarney, Jaguaribe foi o coordenador do Projeto Brasil 2000, cujos resultados foram publicados em 1986 na obra Brasil 2000: para um novo pacto social. Dois anos depois, em 1988, foi publicado o segundo volume do projeto: Brasil: reforma ou caos.
Ainda em 1988, Jaguaribe auxiliaria na fundação do Partido da Social Democracia Brasileira, o PSDB.
Em 1992 abriu mão de suas funções partidárias e aceitou o cargo de secretário da Ciência e Tecnologia do governo do então presidente Fernando Collor. Com a destituição deste, voltou a atuar no ramo acadêmico.

### Estudos
Com o apoio da UNESCO, Jaguaribe deu início a uma pesquisa (entre 1994 e 1999) intitulada A critical study of history (em português: Um estudo crítico da história), publicada em 2001, no Brasil e no México, contendo dois volumes.
Em meados de 2004 Jaguaribe iniciou O posto do homem no cosmos, um novo estudo.

## Morte
Jaguaribe morreu em sua casa, em Copacabana, no Rio de Janeiro, devido a falência múltipla dos órgãos, em 9 de setembro de 2018.

## Homenagens
Em 1996 recebeu a grã-cruz da Ordem Nacional do Mérito Científico. Em 1999 foi o Ministério da Cultura que lhe entregou a Ordem do Mérito Cultural. Ainda no Brasil, recebeu a Ordem do Rio Branco.
Em outros países, Jaguaribe também foi homenageado. Em 1984 foi agraciado Grande Oficial da Ordem do Mérito e com a Orden del Libertador San Martín. Ainda nesse ano, no México, foi condecorado com a Orden Mexicana del Aguilla Azteca. Em Portugal foi agraciado com a Ordem do Infante D. Henrique em 2001.

## Academia Brasileira de Letras
Foi eleito em 3 de março de 2005 para ocupar a cadeira 11 da Academia Brasileira de Letras, sendo o nono a ocupar a cadeira ao suceder o economista Celso Furtado. Veio a ser eleito apenas na terceira tentativa, obtendo trinta e um votos a favor. Houve dois votos em branco e duas abstenções. Através de cartas, dezesseis acadêmicos votaram.

## Obra

### Livros
- Condições institucionais do desenvolvimento. Rio de Janeiro: ISEB.
- O problema do desenvolvimento econômico e a burguesia nacional. São Paulo: Fiesp/Ciesp Serv. de Publicações, 1956.
- O nacionalismo na atualidade brasileira. Rio de Janeiro: ISEB, 1958.
- Political and economic development. Cambridge: Harvard University Press, 1958.
  - Versão espanhola: Fondo de Cultura Económica del México, 1968.
  - Versão brasileira: Rio de Janeiro: Editora Civilização Brasileira, 1972.
- Political development: a general theory and a latin american case study. New York: Harper & Row, 1973.
  - Versão espanhola: Buenos Aires: Editora Paidos, 1972 (três volumes).
  - Versão brasileira: São Paulo: Editora Perspectiva, 1976-1977 (três volumes).
- Brasil: crise e alternativas. Rio de Janeiro: Zahar, 1974.
  - Versão argentina: Buenos Aires: Amorrorfu, 1976.
- Introdução ao desenvolvimento social. Rio de Janeiro: Paz e Terra, 1979.
- El nuevo escenario internacional. México: Fondo de Cultura Económica del México, 1985.
  - Versão brasileira: Novo cenário internacional. Rio de Janeiro: Editora Guanabara, 1986.
- Sociedade e cultura. São Paulo: Editora Vértice, 1986.
- Alternativas do Brasil. Rio de Janeiro: José Olympio Editora, 1989.
- Crise na república - 100 anos depois: primeiro ou quarto mundo?. Rio de Janeiro: Thex Editora, 1993.
- Brasil hoy: perspectivas sociales y políticas, implicancias sobre el Mercosur. FUNAN, 1994.
- Brasil, homem e mundo: reflexão na virada do século. Rio de Janeiro: Topbooks, 2000.
- Um estudo crítico da história. São Paulo: Paz e Terra, 2001 (dois volumes).
  - Versão espanhola: Fondo de Cultura Económica.
- Brasil: alternativas e saídas. Rio de Janeiro: Paz e Terra, 2002.

#### Parcerias e compilações
- La nueva dependência (juntamente com outros autores). Lima, Editora Moncloa, 1969.
- La dependência político-econômica de América Latina (juntamente com outros autores). México: Siglo XXI, 1970, 1987.
- Problems of world modeling (compilação, juntamente com outros autores). Cambridge: Ballinger Publ. Company, 1977.
- La política internacional de los años 80: una perspectiva latinoamericana (compilação). Buenos Aires: Editorial de Belgrano, 1982.
- A democracia grega (juntamente com outros autores). Brasília: Editora Universitária de Brasília, 1982.
- Brasil: sociedade democrática (juntamente com outros autores). Rio de Janeiro: José Olympio Editora, 1985.
- Brasil, 2000 (juntamente com outros autores). Rio de Janeiro: Paz e Terra, 1986.
- Brasil: reforma ou caos (juntamente com outros autores). Rio de Janeiro: Paz e Terra, 1989.
- A proposta social-democrata (juntamente com outros autores). Rio de Janeiro: José Olympio Editora, 1989.
- Sociedade, estado e partidos, na atualidade brasileira (juntamente com outros autores). Rio de Janeiro: Paz e Terra, 1992.
  - Versão espanhola: México: Fondo de Cultura Económica del México, 1993 (dois volumes).
- Transcendência e mundo na virada do século (juntamente com outros autores). Rio de Janeiro: In Sight, 1994.
- Economia mundial em transformação (juntamente com outros autores). Rio de Janeiro: Fundação Getúlio Vargas, 1994.
- Brasil: proposta de reforma, subsídios para revisão constitucional e planejamento estratégico (juntamente com outros autores). Rio de Janeiro: Paz e Terra, 1994.
- Desenvolvimento, tecnologia e governabilidade (juntamente com outros autores). São Paulo: Nodel, 1994.
- Eleições 1994: cenários políticos (com Francisco Weffort). São Paulo: Coordenadora de Comunicação e Eventos da FIESP/CIESP, 1994.
- Sagrado e profano: XI retratos de um Brasil, fim de século (juntamente com outros autores). Rio de Janeiro: Agir, 1994.
- El Estado en America Latina (juntamente com outros autores). Buenos Aires: CIEDLA, 1995.
- Argentina y Brasil en la globalización (com Aldo Ferrer). Buenos Aires: Fonde de Cultura Económica, 2001.